# ری درینگ
ری درینگ (انگلیسی: Ray Dring; ۱۳ فوریهٔ ۱۹۲۴ – اکتبر ۲۰۰۳) بازیکن فوتبال اهل بریتانیا بود.
از باشگاه‌هایی که در آن بازی کرده‌است می‌توان به باشگاه فوتبال هادرزفیلد تاون و باشگاه فوتبال کولچستر یونایتد اشاره کرد.